# Feud (Fernsehserie)
Feud ist eine US-amerikanische Fernsehserie von Ryan Murphy, Jaffe Cohen und Michael Zam.

## Produktion
Die Serie sollte ursprünglich ein Format nutzen, bei dem jede Staffel über eine neue Rollenbesetzung und Handlung verfügt, was im Allgemeinen als Anthologieserie bezeichnet wird. Vergleichbare Anthologieserien sind American Horror Story, True Detective oder Fargo. Jede Staffel sollte hier komplizierte Beziehungen bekannter Persönlichkeiten thematisieren.
Die erste Staffel thematisiert die Rivalität zwischen Bette Davis und Joan Crawford während und nach den Dreharbeiten zu Was geschah wirklich mit Baby Jane? Als Hauptdarsteller agieren hier Jessica Lange als Joan Crawford und Susan Sarandon als Bette Davis.
Bereits vor Ausstrahlung der ersten Folge wurde eine zweite Staffel in Auftrag gegeben, die ursprünglich die Beziehung zwischen Prinz Charles und Prinzessin Diana thematisieren sollte. Im August 2018 wurde jedoch bekannt, dass man diese Idee inzwischen verworfen hat, da man mit der Qualität der Drehbücher und der Geschichte nicht zufrieden war.
Im Mai 2019 wurde bekannt, dass die Planungen einer zweiten Staffel bis auf weiteres nicht fortgesetzt werden. Im April 2022 wurde schließlich bekannt, dass sich eine zweite Staffel unter dem Titel Capote’s Women in Produktion befinde, die auf dem Buch Capote’s Women: A True Story of Love, Betrayal, and a Swan Song for an Era von Laurence Leamer basiert. Die Regie soll Gus Van Sant übernehmen, während Naomi Watts als Babe Paley eine Hauptrolle übernehmen wird.

## Besetzung und Synchronisation

### Staffel 1
Die deutsche Synchronisation entstand nach Dialogbüchern von Peter Minges und Markus Engelhardt unter der Dialogregie von Minges durch die Synchronfirma Arena Synchron GmbH in Berlin.
| Schauspieler         | Rolle               | Hauptrolle (Episoden) | Nebenrolle (Episoden)             | Synchronsprecher         |
| -------------------- | ------------------- | --------------------- | --------------------------------- | ------------------------ |
| Jessica Lange        | Joan Crawford       | 1.01–1.08             |                                   | Karin Buchholz           |
| Susan Sarandon       | Bette Davis         | 1.01–1.08             |                                   | Kerstin Sanders-Dornseif |
| Judy Davis           | Hedda Hopper        | 1.01–1.06, 1.08       |                                   | Liane Rudolph            |
| Jackie Hoffman       | Mamacita            | 1.01–1.08             |                                   | Ulrike Johannson         |
| Alfred Molina        | Robert Aldrich      | 1.01–1.04, 1.06–1.07  |                                   | Bernd Rumpf              |
| Stanley Tucci        | Jack L. Warner      | 1.01–1.04, 1.06, 1.08 |                                   | Lutz Mackensy            |
| Alison Wright        | Pauline Jameson     | 1.01–1.04, 1.06–1.08  |                                   | Gundi Eberhard           |
| Kathy Bates          | Joan Blondell       |                       | 1.01–1.02, 1.04, 1.07–1.08 1      | Regina Lemnitz           |
| Catherine Zeta-Jones | Olivia de Havilland |                       | 1.01–1.02, 1.04–1.05, 1.07–1.08 1 | Arianne Borbach          |
| Kiernan Shipka       | B. D. Merrill       |                       | 1.01–1.03, 1.07–1.08              | Vivien Gilbert           |
| Joel Kelley Dauten   | Adam                |                       | 1.01–1.02, 1.04–1.05, 1.07–1.08   | Rainer Fritzsche         |
| Mark Valley          | Gary Merrill        |                       | 1.01                              | Viktor Neumann           |
| Dominic Burgess      | Victor Buono        |                       | 1.02–1.04, 1.06–1.08              | Tobias Nath              |
| Molly Price          | Harriet Foster      |                       | 1.02, 1.04, 1.06                  |                          |
| Sarah Paulson        | Geraldine Page      |                       | 1.05                              | Ulrike Stürzbecher       |

### Staffel 2
Die deutsche Synchronisation entstand bei der EuroSync nach Dialogbüchern und unter der Dialogregie von Stefan Fredrich.
| Schauspieler      | Rolle             | Hauptrolle (Episoden) | Nebenrolle (Episoden)  | Synchronsprecher   |
| ----------------- | ----------------- | --------------------- | ---------------------- | ------------------ |
| Naomi Watts       | Babe Paley        | 2.01–2.08             |                        | Irina von Bentheim |
| Diane Lane        | Slim Keith        | 2.01–2.08             |                        | Heide Domanowski   |
| Chloë Sevigny     | C. Z. Guest       | 2.01–2.08             |                        | Svantje Wascher    |
| Calista Flockhart | Lee Radziwill     | 2.01–2.08             |                        | Daniela Hoffmann   |
| Demi Moore        | Ann Woodward      | 2.01–2.08             |                        | Maud Ackermann     |
| Molly Ringwald    | Joanne Carson     | 2.01–2.08             |                        | Silvia Mißbach     |
| Treat Williams    | Bill Paley        | 2.01–2.08             |                        | Erich Räuker       |
| Joe Mantello      | Jack Dunphy       | 2.01–2.08             |                        | Frank Röth         |
| Russell Tovey     | John O’Shea       | 2.01–2.08             |                        | Tim Schwarzmaier   |
| Tom Hollander     | Truman Capote     | 2.01–2.08             |                        | Axel Malzacher     |
| Jessica Lange     | Lillie Mae Faulk  |                       | 2.02–2.03, 2.08        | Karin Buchholz     |
| Ella Beatty       | Kerry O’Shea      |                       | 2.02, 2.04, 2.06, 2.08 | Yamuna Kemmerling  |
| Roya Shanks       | Louisa Firth      |                       | 2.01, 2.07             | Nina Herting       |
| Jamie Askew       | Jennifer Jones    |                       | 2.01, 2.07             | Larissa Koch       |
| Scott Zimmerman   | David O. Selznick |                       | 2.01, 2.07             | Axel Lutter        |

## Episodenliste

### Staffel 1
Die Erstausstrahlung der ersten Staffel war vom 5. März bis zum 26. April 2017 auf dem US-amerikanischen Fernsehsender FX zu sehen. Die deutschsprachige Erstveröffentlichung fand am 15. Juni 2019 bei TVNOW per Streaming statt.
| Nr. (ges.) | Nr. (St.) | Deutscher Titel                                                   | Originaltitel                                      | Erstausstrahlung USA | Deutschsprachige Erstveröffentlichung (D) | Regie                 | Drehbuch                               | Zuschauer (USA) |
| ---------- | --------- | ----------------------------------------------------------------- | -------------------------------------------------- | -------------------- | ----------------------------------------- | --------------------- | -------------------------------------- | --------------- |
| 1          | 1         | Herbststürme                                                      | Pilot                                              | 5. März 2017         | 15. Juni 2019                             | Ryan Murphy           | Jaffe Cohen, Michael Zam & Ryan Murphy | 2,256 Mio.      |
| 2          | 2         | Die andere Frau                                                   | The Other Woman                                    | 12. März 2017        | 15. Juni 2019                             | Ryan Murphy           | Jaffe Cohen, Michael Zam & Tim Minear  | 1,320 Mio.      |
| 3          | 3         | Die liebe Mutter                                                  | Mommie Dearest                                     | 19. März 2017        | 15. Juni 2019                             | Gwyneth Horder-Payton | Tim Minear                             | 1,076 Mio.      |
| 4          | 4         | Mehr oder weniger                                                 | More, or Less                                      | 26. März 2017        | 15. Juni 2019                             | Liza Johnson          | Gina Welch & Tim Minear                | 1,213 Mio.      |
| 5          | 5         | Die Gewinnerin ist … (Die Oscars von 1963)                        | And the Winner Is … (The Oscars of 1963)           | 2. Apr. 2017         | 15. Juni 2019                             | Ryan Murphy           | Ryan Murphy                            | 1,355 Mio.      |
| 6          | 6         | Hagsplotation                                                     | Hagsploitation                                     | 9. Apr. 2017         | 15. Juni 2019                             | Tim Minear            | Tim Minear & Gina Welch                | 1,061 Mio.      |
| 7          | 7         | Verlassen                                                         | Abandoned                                          | 16. Apr. 2017        | 15. Juni 2019                             | Helen Hunt            | Jaffe Cohen & Michael Zam              | 1,306 Mio.      |
| 8          | 8         | Du meinst, wir hätten über all die Jahre Freundinnen sein können? | You Mean All This Time We Could Have Been Friends? | 26. Apr. 2017        | 15. Juni 2019                             | Gwyneth Horder-Payton | Gina Welch                             | 1,303 Mio.      |

### Staffel 2
Die Erstausstrahlung der zweiten Staffel war vom 31. Januar bis zum 13. März 2024 auf dem US-amerikanischen Fernsehsender FX zu sehen. Die deutschsprachige Erstveröffentlichung fand am 8. Mai 2024 bei Disney+ per Streaming statt.
| Nr. (ges.) | Nr. (St.) | Deutscher Titel                               | Originaltitel                       | Erstausstrahlung USA | Deutschsprachige Erstveröffentlichung (D) | Regie          | Drehbuch        | Zuschauer (USA) |
| ---------- | --------- | --------------------------------------------- | ----------------------------------- | -------------------- | ----------------------------------------- | -------------- | --------------- | --------------- |
| 9          | 1         | Pilotfolge                                    | Pilot                               | 31. Jan. 2024        | 8. Mai 2024                               | Gus Van Sant   | Jon Robin Baitz | 0,461 Mio.      |
| 10         | 2         | Eiswasser in den Adern                        | Ice Water in Their Veins            | 31. Jan. 2024        | 8. Mai 2024                               | Gus Van Sant   | Jon Robin Baitz | 0,263 Mio.      |
| 11         | 3         | Maskerade 1966                                | Masquerade 1966                     | 7. Feb. 2024         | 8. Mai 2024                               | Gus Van Sant   | Jon Robin Baitz | 0,298 Mio.      |
| 12         | 4         | Es ist unmöglich                              | It’s Impossible                     | 14. Feb. 2024        | 8. Mai 2024                               | Gus Van Sant   | Jon Robin Baitz | 0,259 Mio.      |
| 13         | 5         | Das geheime Seelenleben der Schwäne           | The Secret Inner Lives of Swans     | 21. Feb. 2024        | 8. Mai 2024                               | Max Winkler    | Jon Robin Baitz | 0,342 Mio.      |
| 14         | 6         | Hüte, Handschuhe und affektierte Homosexuelle | Hats, Gloves and Effete Homosexuals | 28. Feb. 2024        | 8. Mai 2024                               | Gus Van Sant   | Jon Robin Baitz | 0,281 Mio.      |
| 15         | 7         | Beautiful Babe                                | Beautiful Babe                      | 6. März 2024         | 8. Mai 2024                               | Jennifer Lynch | Jon Robin Baitz | 0,297 Mio.      |
| 16         | 8         | Trugbild Vergebung                            | Phantasm Forgiveness                | 13. März 2024        | 8. Mai 2024                               | Gus Van Sant   | Jon Robin Baitz | 0,307 Mio.      |

## Auszeichnungen
Bei der für den 17. September 2017 geplanten Emmy-Verleihung erhielt Feud 18 Nominierungen, konnte jedoch im Rahmen der Verleihung der Primetime Creative Arts Emmy Awards am 10. September nur zwei Preise erringen: für die Besten Frisuren in einer Mini-Serie oder einem Fernsehfilm und für das Beste nicht-prothetische Maskenbild in einer Mini-Serie oder einem Fernsehfilm.
Bei den Golden Globe Awards 2018 wurde Feud von der Hollywood Foreign Press Association mit vier Nominierungen bedacht: Neben der Produktion als Ganzes in der Kategorie Beste Mini-Serie oder TV-Film wurden Jessica Lange, Susan Sarandon und Alfred Molina für ihre Leistung als Darsteller mit einer Nominierung geehrt.
Darüber hinaus errang das Produzententeam 2018 eine Nominierung als Beste Internationale Produktion bei den BAFTA TV Awards.

## Rechtsstreit
Am 30. Juni 2017 reichte Olivia de Havilland Klage gegen den Sender FX und Ryan Murphy ein. Den Unmut de Havillands weckte die Darstellung ihrer Person durch Catherine Zeta-Jones. In einer Szene äußert sich Zeta-Jones in ihrer Rolle als Olivia de Havilland abfällig über ihre Schwester, die Schauspielerin Joan Fontaine. De Havilland bekräftigte, dass sie in ihrem Leben immer sehr viel Wert auf Würde und Integrität gelegt und sich daher nie in der Öffentlichkeit abfällig über andere Personen geäußert habe. Sie empfände die Serie als rufschädigend. De Havilland klagte auf Schadensersatz und ein Verbot, ihren Namen und ihre Person zu verwenden.
Das zuständige Gericht wies die Klage zwar im März 2018 ab, doch de Havilland kündigte an, den amerikanischen Supreme Court einschalten zu wollen. Im Januar 2019 lehnte der Supreme Court eine Anhörung ab. Für den Zeitraum der rechtlichen Auseinandersetzungen war die Veröffentlichung von Feud, beispielsweise auf DVD oder Blu-Ray, gestoppt.